# Великий Заєцький
Вели́кий За́єцький (рос. Большой Заяцкий) — невеликий острів у складі Соловецького архіпелагу.

## Географія

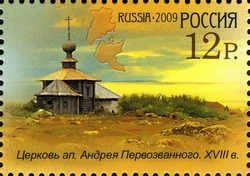
Церква ап. Андрія Первозванного на поштовій марці

Розташований в південній частині Соловецької затоки, від Соловецького острова відокремлений протокою Печаківська Салма. Острів височинний, в центральній частині виділяються два пагорба. Поверхня острова складена з піску та каміння, порослими чагарниками і травами, зустрічаються ділянки з тундровою рослинністю.
Острів незаселений, на ньому збудована церква апостола Андрія Первозванного (Свято-Андріївська пустинь). На півночі знаходяться Великозаєцькі лабіринти, найбільші в європейській частині Росії. Вони являють собою комплекс захоронень та культових споруд 2-1 тисячоліття до н. е. До нього відносяться 13 лабіринтів та біля тисячі інших кам'яних утворень (написів-курганів та символічних вкладок). Тут знаходяться і найбільший у світі кам'яний лабіринт діаметром понад 25 м. Під розкопаними курганами знайдено залишки захоронень — сліди вогнища, кістки та кам'яний інвентар.